# Gorō Miyazaki
Gorō Miyazaki (宮崎吾朗 Miyazaki Gorō?) (Tokio, 21 de enero de 1967) es un director de cine, guionista y arquitecto japonés. Es hijo del destacado director de animación Hayao Miyazaki. 
Inicialmente era reacio a seguir los pasos de su padre y se dedicó al paisajismo antes que a la animación. Sin embargo, después de que Toshio Suzuki le convenciera para trabajar en el Museo Ghibli, empezó a relacionarse con el Studio Ghibli.
Se le pidió que preparara los guiones para Cuentos de Terramar, la película de anime sobre Terramar. Al verlos, Suzuki decidió encargarle el trabajo a él. Este hecho produjo tensión entre padre e hijo; Hayao Miyazaki explícitamente dijo que pensaba que su hijo no tenía experiencia como para dirigir una película, y ambos no se hablaron durante su desarrollo. A pesar de esto, el joven Miyazaki estaba decidido a terminar el trabajo.
El 28 de junio de 2006, tuvo lugar la primera muestra de Cuentos de Terramar. Sorprendentemente, su padre asistió a ésta. Más tarde envió una nota a su hijo diciendo: "Fue hecha de manera honesta, así que es buena". Se desconoce el significado de esta expresión entre padre e hijo, pero parece que las diferencias entre ambos disminuyeron desde entonces.
La película estuvo en la sección de Fuera de concurso en la 63.ª edición de la Mostra de Venecia.
En 2011 estrenó la película La colina de las amapolas.
En 2014 estrenó la serie de televisión Sanzoku no Musume Rōnya, la cual ha sido distinguida en la categoría "Mejor Programa de Animación Infantil" en los Premios Emmy Internacional, entregados el 5 de abril de 2016.
El 30 de diciembre de 2020 estrenó Āya to Majo, siendo la primera película de Studio Ghibli realizada íntegramente por animación de computadora.

## Filmografía
- Cuentos de Terramar (ゲド戦記 Gedo Senki) (2006)
- La colina de las amapolas (コクリコ坂から Kokuriko-zaka kara) (2011)
- Sanzoku no Musume Rōnya (2014-2015)
- Āya to Majo (アーヤと魔女) (2020)